# Telrad-Sucher

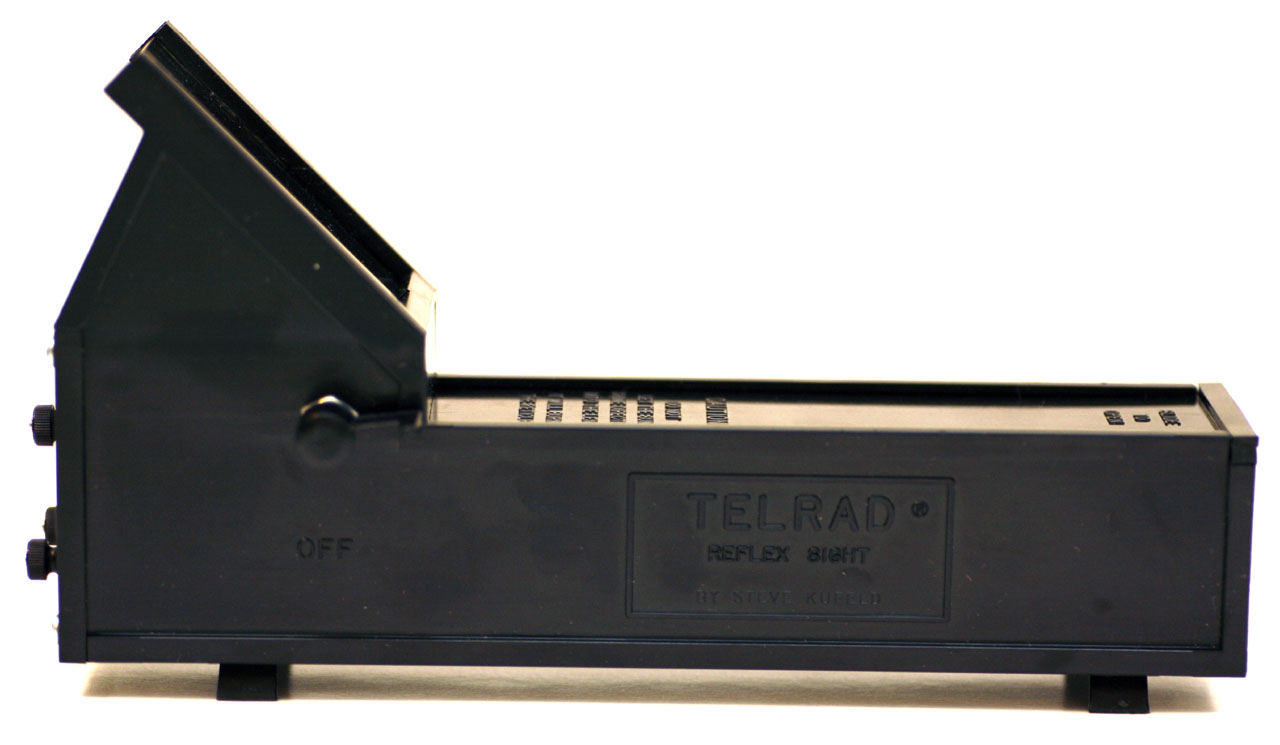
Telrad-Sucher (Einblick erfolgt von links)

Der Telrad-Sucher ist ein Reflexvisier, das in der Astronomie verwendet wird, um allein oder als Ergänzung zum optischen Sucher ein Teleskop auszurichten.
Im Gegensatz zum Sucherfernrohr, oder dem Teleskop selbst, zeigt der Telrad-Sucher kein vergrößertes Bild, wodurch nur die Objekte sichtbar sind, die auch mit bloßem Auge erkannt werden können. Es hat aber den Vorteil, dass sich das Bild im Sucher in die Gesamtsicht des Himmels einfügt, anstatt nur einen Ausschnitt darzustellen. Dadurch ist eine grobe Ausrichtung des Teleskops sehr schnell und intuitiv möglich. Im Vergleich zu einem reinen Leuchtpunktsucher besitzt der Telrad-Sucher eine Anzahl Kreisscheiben im Visier, mit denen es möglich ist, die genaue Position eines Objekts zu treffen. Dazu können Himmelskarten verwendet werden, auf denen neben den interessanten Objekten (Galaxien, Sternhaufen, Nebel) auch Telrad-Kreise eingedruckt sind.

## Konstruktion

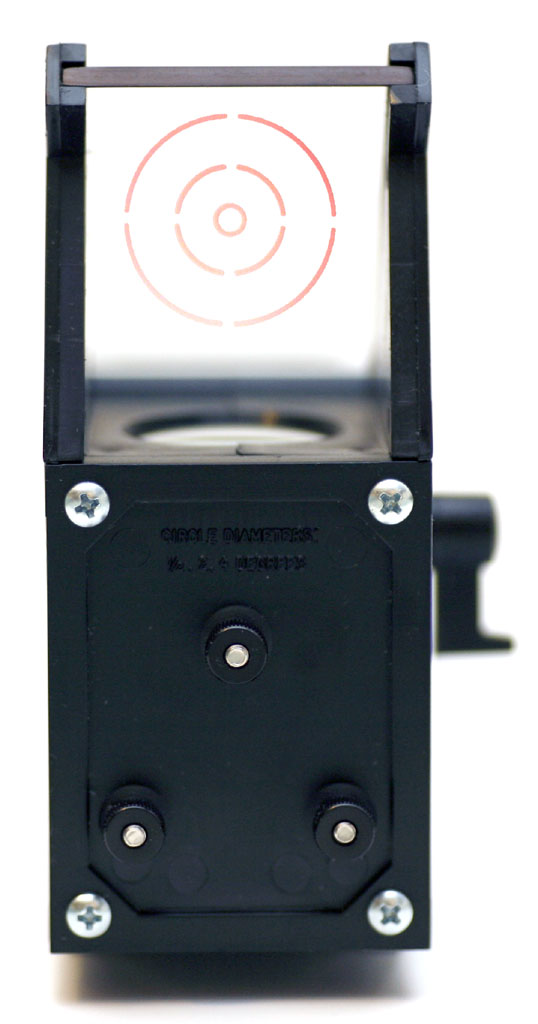
Blick durch den Telrad. Simuliert sind die roten Einstellkreise

Das beschriebene Kreisbild besteht aus drei konzentrischen Zielkreisen, die mittels LED und einer Optik von unten an eine im 45°-Winkel ausgerichtete Glasscheibe projiziert werden. Blickt man von hinten durch die schrägstehende Scheibe, ist das Leuchtbild scheinbar im Unendlichen am Himmel eingespiegelt; ein Umfokussieren des Auges entfällt daher. Die Kreise erscheinen, unabhängig vom Abstand des Betrachters, im Durchmesser von 0,5°, 2° und 4° am Himmel, was für das Auffinden eines Objektes sehr genau ist.
Auf dem Bild, das die Schmalseite des Telrad-Suchers zeigt, sieht man oben die eingespiegelten Zielkreise, unterhalb davon eine Linse und auf der Vorderseite des Gehäuses drei manuell zu betätigende Einstellschrauben, welche der genauen Justage des Suchers zum Teleskop dienen. An der rechten Seite sieht man den Einschalter, mit dem man auch die Helligkeit der Zielkreise regeln kann.
Im länglichen Kasten unterhalb der Glasplatte befinden sich ein Batteriehalter für zwei AA-Batterien (Mignon), die LED samt Optik und ein Spiegel.
Die Maße sind: 21,5 cm (Länge), 12 cm (Höhe ohne Montageplatte) und 7 cm (Breite incl. Schalter).
Entwickelt wurde das Gerät in den 1970er Jahren in den USA von Steve Kufeld. Als Grundlage diente ein Zielgerät für Flugzeuge aus dem Zweiten Weltkrieg.
Der Telrad-Sucher ist anfällig für Taubeschlag. Eine Tauschutzkappe, die auch einen Spiegel für einen 90°-Einblick für zenitnahe Objekte enthält, ist optional erhältlich.

## Aufsuchbeispiel
Beispielsweise soll der Orionnebel im Sternbild Orion aufgesucht werden. Dazu wird das Teleskop mitsamt Sucher zunächst auf einen bekannten, gut sichtbaren und hellen Stern in der Nähe dieses gesuchten Objekts eingestellt. Beispielsweise wird das Teleskop so geschwenkt, dass der Stern Rigel im Zentrum des scheinbar an den Himmel projizierten rotleuchtenden Kreisbildes steht.
Nun ist in der passenden Karte abzulesen, wo sich der Orionnebel im abgedruckten Telrad-Kreisbild um Rigel befindet.
Schließlich wird das Teleskop so geschwenkt, dass der neue Mittelpunkt des Sucherbilds auf diese Position im vorherigen Sucherbild zeigt.
Das Teleskop zeigt dann genau auf das gesuchte Objekt, vorausgesetzt der Sucher war korrekt zum Teleskop justiert, auf dem er montiert ist.